# Friedrich Avemarie (Pädagoge)
Friedrich Avemarie (* 20. Juni 1893 in Grube Messel; † 22. November 1980 in Bad Vilbel) war ein deutscher Pädagoge und Theologe.

## Leben
Friedrich Avemarie war der Sohn des Schreiners und Werkmeisters August Avemarie (* 1859) und seiner Frau Louise (* 1860). 1897 zog die Familie nach Darmstadt. Avemarie hatte neun Geschwister, von denen vier in der frühen Kindheit starben.
Von 1902 bis 1911 besuchte er das Neue Gymnasium in Darmstadt. Anschließend machte er einen einjährigen pädagogischen Kurs für Schulamtsaspiranten. 1912 bestand er die pädagogische Lehrerprüfung und wurde in den hessischen Schuldienst übernommen. Von 1912 bis 1914 unterrichtete er an der Vorschule des Ludwig-Georgs-Gymnasiums in Darmstadt. Im Ersten Weltkrieg war er nicht im Kriegsdienst, sondern studierte in Frankfurt a. M. und Gießen und war nebenbei als Hilfskraft an verschiedenen Schulen tätig. 1917 wurde er in Gießen promoviert. 1918 erwarb er dann die Lehrbefähigung für das höhere Lehramt. Nach einem verkürzten Referendariat unterrichtete er ab 1919 in Darmstadt an der Eleonorenschule und am Seminar für Volksschullehrerinnen. Avemarie war durch seine Familie christlich geprägt und engagierte sich schon früh in der pietistischen Darmstädter Stadtmission. 1917 heiratete er, das Ehepaar hatte vier Kinder, von denen zwei Söhne später im Zweiten Weltkrieg in Russland gefallen sind.
Ab 1929 leitete Avemarie eine christliche Privatschule in Neukirchen-Vluyn, eine zunächst reine Jungenschule, die ab 1932/33 die Koedukation einführte. 1931 wurde die Schule „Julius Stursberg Schule“ benannt. Er war daneben im Christlich-Sozialen Volksdienst (CSVD) aktiv und ab 1930 Abgeordneter des Provinziallandtags der Rheinprovinz. 1932 schloss er eine zweite Dissertation an der TH Braunschweig ab. Schon 1933 wurde Avemarie Mitglied in der SS und trat zum 1. Mai desselben Jahres auch in die NSDAP ein (Mitgliedsnummer 3.489.193). Er war überzeugter Nationalsozialist, so setzte er sich ab 1933 vehement für die nationalsozialistische Erziehung ein, was eine Fülle von einschlägigen Publikationen – viele davon im Beltz-Verlag erschienen – belegt. In seiner Broschüre „Volk und Familie“ bekannte er sich auch klar zu „Rassenhygiene“ und „Eugenik“. Schon 1933 veröffentlichte er auch ein nationalsozialistisches Schulgeschichtsbuch. Avemarie hielt das Christentum für vollkommen vereinbar mit dem Nationalsozialismus und wandte sich dabei zum Beispiel gegen Alfred Rosenbergs Ansichten in seinem Mythus des 20. Jahrhunderts.
Avemaries allzu schnelle Hinwendung zum Nationalsozialismus rief verschiedene Kritiker hervor 1935 wurde ein Parteigerichtsverfahren gegen ihn angestrengt, das jedoch 1937 eingestellt wurde. Einen Monat vor den Novemberpogromen veröffentlichte Avemarie in der Zeitschrift „Auf der Warte“ seinen extrem antisemitischen Aufsatz „Adolf Stoecker und die Juden“.
1946 wurde Avemarie als Schulleiter entlassen, wogegen er Einspruch erhob und Unterschriften für eine Entlastungskampagne sammelte. Er wurde zunächst als „Mitläufer“ eingestuft, später dann als entlastet. 1949 wurde er wieder zum Studiendirektor ernannt. 1956 erhielt er eine Stelle als Pfarrer in Falkenstein, wo er bis zur Pensionierung 1966 blieb.

## Veröffentlichungen (Auswahl)
- Unserem Jung-Deutschland! 12 Kriegsbetrachtungen für die reifere Jugend, Hilchenbach: Wiegand [1915] (Schule und Haus, Heimat und Vaterland. Reihe 1; Heft 4).
- Die neue deutsche Schule: auf Grund der pädagogischen Kriegsliteratur, Hilchenbach: Neuzeitverlag, Wiegand [1915].
- Wenn Gottes Winde wehen... : Gottes Fußspuren in den Tagen des Völkerringens, Hilchenbach 1916. (Schule und Haus, Heimat und Vaterland. Reihe 1; Heft 5).
- Die neue deutsche Schule, Hilchenbach: Wiegand [1916] (Schule und Haus, Heimat und Vaterland. Reihe 1, Heft 8).
- Ein Dankesgruß der Heimat an ihre Heldensöhne im Feindesland, Bad Homburg: Wiegand [1917] (online).
- Das revolutionäre Dogma der "natürlichen" Grenzen im Lichte der gleichzeitigen deutschen Publizistik, unter besonderer Berücksichtigung der Flugschriften, Gießen: v. Münchow 1917.
- Horst Wessel, Langensalza: Beltz 1933.
- Benito Mussolini, Leipzig: Armanen-Verlag 1933.
- Friedrich Wilhelm Dörpfeld in seinen pädagogischen Theorien, Gießen: v. Münchow 1933 (Braunschweig TeH., Diss. v. 5. Nov. 1932).
- Deutschlands Ringen um Ehre und Freiheit: vom Weltkrieg bis zum nationalsozialistischen Sieg, Gießen: Roth, 1933.
- Volk und Familie, Potsdam: Stiftungsverlag 1933.
- Dietrich Eckhart, Langensalza: Beltz 1934.
- Die Bibel in der Schule: Eine kleine Sammlung von Schulandachten, Neukirchen, Kr. Moers: Erziehungsverein (1935).
- Heilige Flammen! Deutschland in seinen Dichtern, eine Sammlung aus dem Schrifttum der Vergangenheit und Gegenwart, Langensalza: Beltz [1935] (Aus deutschem Schrifttum und deutscher Kultur; 469/470).
- Deutsche Werkgemeinschaft: zum Nationalfeiertag des deutschen Volkes am 1. Mai, Langensalza: Beltz [1935].
- Der Christ und die Ehre, [Neumünster]: [Ihloff] [1936].
- Otto von Bismarck: Kanzler und Christ, Gießen: Brunnen-Verlag 1937.